# ثانوية لويس ماسينيون

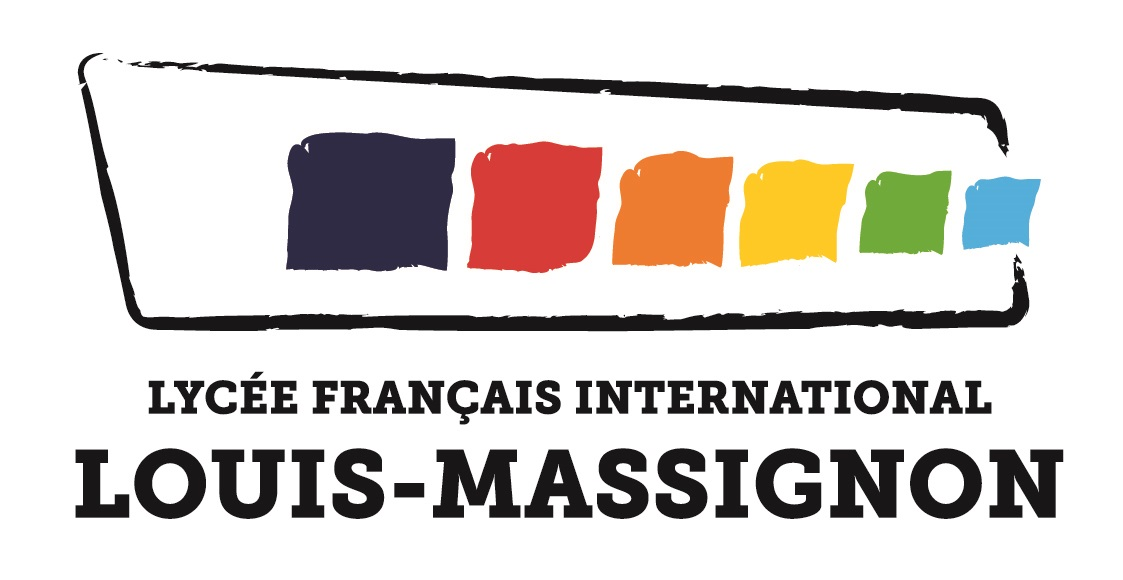
شعار ثانوية لويس ماسينيون.

المدرسة الثانوية الفرنسية الدولية لويس ماسينيون (بالفرنسية: Lycée Louis-Massignon)‏ هي مدرسة ثانوية فرنسية دولية في مدينة الدار البيضاء المغربية، وهي من شبكة البعثة العلمانية الفرنسية. أسست المدرسة عام 1996، وكانت تسمى مجموعة ماسينيون المدرسية سابقا. تقدم المدرسة دروسا في المراحل من ما قبل الابتدائية إلى نهاية الثانوية، والتعليم باللغات الفرنسية والإنجليزية والعربية منذ ما قبل الابتدائية لكل التلاميذ. اعتبارا من 2017، فالمدرسة لها تقريبا 4,400 طالبا من الثالث من عمرهم إلى الثمانية عشر في أربع مجمعات: بوسكورة وعين السبع ومرس السلطان ومقاطعة أنفا.